# 菅原明朗
菅原 明朗（すがはら めいろう、Méireaux Sœgaharat、1897年（明治30年）3月21日 - 1988年（昭和63年）4月2日）は、日本の作曲家、音楽の教育者、指導者、啓蒙家。本名は吉治郎。

## 経歴
兵庫県明石市大蔵町生まれ。菅原道真の菅原氏の末流。プロテスタントの幼稚園に通ったことから、明石第二尋常小学校（現在の明石市立人丸小学校）通学中の1908年（11歳）、洗礼を受ける（後年、カトリックに改宗）。1910年（13歳）京都二中（現在の京都府立鳥羽高等学校）に入学。その時代、陸軍軍楽隊長小畠賢八郎にホルンとソルフェージュを習った。
1914年（17歳）上京し、1918年（21歳）まで川端画学校洋画科で藤島武二に学んだ。画学校に通うかたわら作曲家の大沼哲に師事し、1915年（18歳）より作品を発表。また、大田黒元雄・堀内敬三等の「新音楽グループ」に入り、雑誌「音楽と文学」同人となった。
1917年（20歳）、武井守成主宰のマンドリン楽団、「オルケストラ・シンフォニカ・タケヰ」に入団し、また、「軍艦行進曲」で有名な瀬戸口藤吉に対位法を学んだ。1924年（27歳）初夏より1年あまり同志社大学マンドリン倶楽部の指揮をとり、1926年（29歳）、「オルケストラ・シンフォニカ・タケヰ」の指揮者となった。この頃から、音楽作品が認められるようになった。当時のマンドリンオーケストラの編成は巨大化する傾向にあり、菅原の代表作「内燃機関」もフルート、バスクラリネット、トロンボーン、ピアノ、ハーモニウム、打楽器を加えたものであった。しかし1932年に「雑感」という文章を発表し、本格的な管弦楽の普及により、その代用としての巨大化したマンドリンオーケストラの役割は終わったとして、新しいマンドリンオーケストラの在り方を模索するよう主張し、マンドリン音楽界から去った。
その一方で1930年（33歳）、私立「帝国音楽学校」の作曲科主任教授となり、また、箕作秋吉、清瀬保二、橋本国彦、松平頼則ら16人と「新興作曲家連盟」を、さらに、1936年、門下の深井史郎らと「楽団創生」を結成した。
1938年、歌劇「葛飾情話」の上演後、そのときのアルト歌手、永井智子と結婚。
ドイツ系が主流だった当時の日本の洋楽界に、彼はフランス流の新風を吹き込んだが、1930年代中ごろからはイタリア音楽に接近し、チマローザやピツェッティに傾倒した。指揮活動は、自作の指揮ばかりでなく、たとえば1942年には、アルチュール・オネゲルのオラトリオ「ダヴィデ王」を松竹交響楽団により日本初演している。戦後はグレゴリオ聖歌に影響を受けた作品が多く、またキリスト教に関連する作品も多数残した。さらに1963年に神戸で活動する関西マンドリン合奏団と出会ってマンドリン界に復帰し、最晩年まで関西マンドリン合奏団のために多くの作曲や編曲を行った。
1967年の最初のイタリア旅行以降、彼はたびたびイタリアに長期滞在し、ピツェッティと親交を深めた。長寿の最期まで現役で、ハーモニカ奏者の崎元譲やアコーディオン奏者の御喜美江など若い演奏者のために作品を提供した。
1981年4月、芥川也寸志と新交響楽団による「日本の交響作品展5 菅原明朗」が開催された。
1988年4月2日、「ヨハネの黙示録」に基づいたカンタータ作曲の途上、亡くなった。（享年91歳）

## 代表作
350もの作品の楽譜は、戦災で失われたものが少なくないが、一部は国立音楽大学付属図書館に保管されている。
以下年代順に作品名を羅列する。作風の変遷がうかがえる。
- 1915年（18歳）：
  - 三つの音詩、（ピアノ独奏）
  - ミヌエット、（ピアノ独奏）
- 1916年（19歳）：二つの行進曲、（吹奏楽）
- 1920年（23歳）：交響的変奏曲、（マンドリンオーケストラ）
- 1921年（24歳）：詩、（管弦楽）
- 1922年（25歳）：ワルツ調にて、（マンドリンオーケストラ）
- 1923年（26歳）：
  - エピソード、（管弦楽）
  - 第一交響楽、（マンドリンオーケストラ）
  - 古き寧楽のスケッチ、（マンドリンオーケストラ）
  - 第一奏鳴楽、（プレクトラム四重奏）
  - セガンティーニの回想、（管弦楽）
  - ギター四重奏、（ギター合奏）
- 1924年（27歳）：
  - ジャード、（管弦楽）
  - 即興詩、（マンドリン独奏とマンドリンオーケストラ）
- 1925年（28歳）：
  - ミヌエット「ワルツの如く」、（マンドリンオーケストラ）
  - 真昼の行列、（マンドリンオーケストラ）----大沼哲・武井守成との共作『三人の友の組曲』より
- 1926年（29歳）：組曲、（管弦楽）
- 1927年（30歳）：白鳳の歌、（ピアノ独奏）（マンドリンオーケストラ）
- 1928年（31歳）：
  - 祭典物語、（管弦楽）
  - セレナータ、（管弦楽）
  - 女、（独唱）
  - 丘の上、（慶應義塾大学、学生歌）
- 1929年（32歳）：詩的交響楽「内燃機関」、（マンドリンオーケストラ）（管弦楽）
- 1930年（33歳）：
  - クーラント舞曲、（管弦楽）
  - 近江の荒都、（歌曲・管弦楽伴奏）---- 柿本人麻呂の和歌
- 1931年（34歳）：
  - ちどり、（歌曲・管弦楽伴奏）
  - ある女、（歌曲）
- 1932年（35歳）：
  - 組曲「うたげ」、（管弦楽）----三木露風の詩の朗読
  - 更級、（管弦楽）----雅楽の変奏曲
  - 千鳥の変奏曲、（管弦楽）----箏と歌と管弦楽
- 1933年（36歳）：
  - 複協奏曲、（協奏曲）----尺八と箏と管弦楽
  - 神仙調協奏曲、（協奏曲）---- 宮城道雄との合作
  - 交響楽、（吹奏楽）
- 1934年（37歳）：二つの行進曲、（吹奏楽）
- 1935年（38歳）：
  - 初春の歌、（管弦楽）
  - 秋、（管弦楽）----詩の朗読
  - 海の行進曲、（吹奏楽）
  - 空の行進曲、（吹奏楽）
- 1936年（39歳）：吹奏楽のための交響楽「夜の水都」、（吹奏楽）
- 1937年（40歳）：
  - オーケストラの為の変奏曲「六段」、（管弦楽）
  - 箏と尺八の複競奏曲、（協奏曲）
- 1938年（41歳）：
  - 葛飾情話、（歌劇）----永井荷風の台本による
  - 冬の窓、（歌曲）----永井荷風作詞
  - 船の上、（歌曲）----永井荷風作詞
  - 藤十郎の恋、（映画音楽）
  - 月下の若武者、（映画音楽）
- 1939年（42歳）：
  - 交響写景「明石海峡」、（管弦楽、JOAKの委嘱による「国民詩曲」のひとつとして作曲）
  - 萬葉集より三ツの歌、（歌曲・管弦楽伴奏）
  - みのりの歌、（歌曲・管弦楽伴奏）
  - 樋口一葉、（映画音楽）
- 1940年（43歳）：敵国降伏、（交声曲）
- 1941年（44歳）：
  - 交響絵巻　「桃太郎」、（管弦楽）----詩の朗読
  - 銀河（ピアノ重奏）
- 1942年（45歳）：
  - 砂丘、（映画音楽）
  - 海鷲、（映画音楽）
- 1943年（46歳）：
  - オマジオ、（管弦楽）
  - 行列（吹奏楽）
- 1952年（55歳）：
  - チマローザの断章によるコンチェルトグロッソ、（管弦楽）芸術祭ラジオ部門（東京放送）参加
- 1953年（56歳）：
  - 交響楽ホ調、（管弦楽）
  - シンフォニア、（管弦楽）
  - オラトリオ「預言書」、（宗教音楽）
- 1957年（60歳）：オラトリオ「預言書」、（宗教音楽）
- 1961年（64歳）：交響吹奏楽のための前奏曲（吹奏楽）
- 1965年（68歳）：チェロ協奏曲、（協奏曲）
- 1968年（71歳）：交響的幻影 「イタリア」、（管弦楽）
- 1969年（72歳）：幻想曲「マリア・マグダレーナ」、（管弦楽）
- 1971年（74歳）：ピアノ協奏曲、（協奏曲）
- 1972年（75歳）：プレクトラムオーケストラのためのニ調交響楽、（マンドリンオーケストラ）
- 1973年（76歳）：隆豊賀、（吹奏楽）
- 1974年（77歳）：
  - シンフォニア、（吹奏楽）
- 1977年（80歳）：
  - オラトリオ「モーゼ」、（宗教音楽）
  - 出エジプト記（宗教音楽）
- 1978年（81歳）：
  - ハーモニカ協奏曲、（協奏曲）
  - タレガによる幻想的変奏曲、（管弦楽）----ヴァイオリン独奏付き
  - 弦楽四重奏曲「神曲」、（弦楽四重奏曲）
- 1979年（82歳）：
  - アコーディオンと管弦楽のための協奏交響楽、（協奏曲）
  - 黙示録、（管弦楽）
- 1980年（83歳）：
  - 史譚交響楽 「天草四郎」、（管弦楽）
  - 三聖唱オルガン協奏曲、（協奏曲）
  - 日本の殉教者のためのレクイエム、（宗教音楽）----（ローマ教皇、ヨハネ・パウロ2世に献呈）
  - 小聖堂、（弦楽合奏）（マンドリンオーケストラ）
- 1981年（84歳）：
  - ファンタジア、（管弦楽）
  - 蛙になった王子様、（人形劇）
- 1983年（86歳）：六聖人、（管弦楽）（弦楽合奏）（吹奏楽）（マンドリンオーケストラ）
- 1985年（88歳）：フォーレの名によるロンディーノ、（マンドリンオーケストラ）
- 1986年（89歳）：聖体祭儀、（宗教音楽）
- 1988年（91歳）：
  - ディヴェルティメント、（ギター独奏）
  - ソナタ、（ギター独奏）
  - ヨハネの黙示録、（宗教音楽）----（遺作。未完）

## 主な著作
- 管弦楽法、学藝社 (1933)
- 楽器図説、文藝春秋社 (1933)、（音楽の友社の再版あり）
- 楽器図鑑、清教社（1937)、（音楽の友社の改訂増補版あり）
- リード合奏の編成と指導、教育出版 (1954)、（共著）
- 和声法要義、音楽之友社 (1943)（リムスキー＝コルサコフ著の訳）
- 高等学校音楽（新版）、教育出版 (1957)、（編著）
- 菅原明朗評論集「マエストロの肖像」、松下鈞ほか編、大空社 (1998)

## 永井荷風との交わり
歌劇『葛飾情話』の台本は、永井荷風が書いた。1937年（昭和12年）暮、銀座で知りあった荷風に、翌1938年春、菅原が依頼したのである。その5月、浅草オペラ館で10日間上演し、好評であった。
菅原は、そのときのアルト、永井智子と結婚し、夫妻ぐるみで荷風と交わるようになった。太平洋戦争末期の食糧不足の時期、夫妻は訪れくる独り者の荷風を、しばしばもてなした。
1945年（昭和20年）3月10日の東京大空襲に罹災した荷風は、夫妻を頼って、同じ東中野のアパートの別室に住み、夕食はともにした。アパートは5月25日の空襲に焼け、3人は菅原の郷里明石市へ向かい、さらに菅原の旧知が疎開していた岡山市へ移った。そこで6月29日に重ねて罹災し、山の手に転じ、8月15日を迎えた。
そして、「3人で一緒に帰る」という口約束にそむき、荷風が先に勝手に上京したことから、付き合いにひびが入った。それでも菅原はときたま荷風を訪ねたが、智子が顔を出したのは、荷風の葬儀のときであった。

## 教え子
- 小倉朗
- 深井史郎
- 古関裕而
- 須賀田礒太郎
- 服部正
- 宅孝二
- 伊藤翁介
- 富永三郎